# Temporada 2005-2006 del Liceu
| Temporada 2005-2006 del Liceu |                              |                   |                                     | |                                                                                                  |                                                                                                |
| Òpera                         | Compositor                   | Director musical  | Director d'escena                   | Papers principals | Producció                                                                                        | Dates                                                                                          |
| La Gioconda                   | Amilcare Ponchielli          | Daniele Callegari | Pier Luigi Pizzi                    | Deborah Voigt, Elisabetta Fiorillo, Carlo Colombara, Ewa Podles | Gran Teatre del Liceu / Teatro Real / Arena di Verona                                            | 4 al 25 d'octubre                                                                              |
| Semiramide                    | Gioachino Rossini            | Riccardo Frizza   | Dieter Kaegi                        | Darina Takova, Daniela Barcellona, Ildar Abdrazakov, Juan Diego Flórez | Gran Teatre del Liceu / Teatro Real / Rossini Opera Festival (Pesaro) / Teatro Regio (Torí)      | 21 de novembre al 12 de desembre                                                               |
| Wozzeck                       | Alban Berg                   | Sebastian Weigle  | Calixto Bieito                      | Franz Hawlata, Reiner Goldberg, David Kuebler, Hubert Delamboye | Gran Teatre del Liceu / Teatro Real                                                              | 2 al 17 de gener                                                                               |
| Otello                        | Giuseppe Verdi               | Antoni Ros Marbà  | Willy Decker                        | José Cura, Lado Ataneli, Vittorio Grigolo, Vicenç Esteve Madrid | Théâtre de la Monnaie / (Brussel·les) / Grand Théâtre Genève                                     | 9 al 27 de febrer                                                                              |
| María del Carmen              | Enric Granados               | Josep Caballé     | Versió concert                      | Ana María Sánchez, Mercè Obiol, María Rodríguez, David Pittman-Jennings |                                                                                                  | 19 al 25 de febrer                                                                             |
| Idomeneo                      | Wolfgang Amadeus Mozart      | Sebastian Weigle  | Nicolas Brieger                     | Bruce Ford, Kristine Jepson, María Bayo, Iano Tamar | Festival Klangbogen Osterklang Wien                                                              | 14 al 26 de març                                                                               |
| El ganxo                      | Josep Maria Mestres Quadreny | Juan José Olives  | Mar Gómez                           | Antoni Comas i Ruano, Lluís Sintes | G. T. del Liceu / Auditorio de Zaragoza / Compañía de Danza Mar Gómez                            | 6 al 8 d'abril Al Foyer                                                                        |
| Die tote Stadt                | Erich Wolfgang Korngold      | Sebastian Weigle  | Willy Decker                        | Torsten Kerl, Susan Anthony, Bo Skovhus, Julia Juon | Gran Teatre del Liceu / Festival de Salzburg / Wiener Staatsoper / Nederlandse Opera (Amsterdam) | 12 d'abril al 8 de maig                                                                        |
| Ariodante                     | Georg Friedrich Händel       | Harry Bicket      | Achim Freyer, Friederike Rinne-Wolf | Vesselina Kasarova (15, 17, 20, 22, 24, 26, 28) / Silvia Tro Santafé (18, 23, 27), Ofèlia Sala (15, 17, 20, 22, 24, 26, 28) / Marie Arnet (18, 23, 27), Elena de la Merced (15, 17, 20, 22, 24, 26, 28) / Lisa Saffer (18, 23, 27), Sara Mingardo (15, 17, 20, 22, 24, 26, 28) / Sonia Prina (18, 23, 27), Steve Davislim (15, 17, 20, 22, 24, 26, 28) / John McVeigh (18, 23, 27), Denis Sedov (15, 17, 20, 22, 24, 26, 28) / Umberto Chiummo (18, 23, 27), Marc Canturri | Oper Frankfurt                                                                                   | 15, 17, 18, 20, 22, 23, 24, 26, 27, 28 de maig                                                 |
| Nabucco                       | Giuseppe Verdi               | Nello Santi       | Versió concert                      | Leo Nucci, Aquiles Machado, Giacomo Prestia, Maria Guleghina |                                                                                                  | 21 al 25 de maig                                                                               |
| Madama Butterfly              | Giacomo Puccini              | Yves Abel         | Moshe Leiser, Patrice Caurier       | Fiorenza Cedolins (13, 16, 19, 22, 25, 28 juny; 3 juliol)/Cristina Gallardo-Domâs (18, 21, 26 juny; 4, 10, 25, 28 juliol)/Liping Zhang (14, 17, 27 juny; 2, 5, 22, 26, 29 juliol), Enkelejda Shkosa (13, 16, 19, 22, 25, 28 juny; 3 juliol)/Jane Dutton (18, 21, 26 juny; 4, 10, 22, 25, 26, 28, 29)/Itxaro Mentxaka (14, 17, 27 juny; 2, 5 juliol), Claudia Schneider, Richard Leech (13, 16, 19, 22, 25, 28 juny; 3 juliol)/Aquiles Machado (18, 21, 26 juny; 4, 10, 25, 26 juliol)/Fabio Armiliato (22, 26, 29 juliol)/Albert Montserrat (14, 17, 27 juny; 2, 5 juliol), Carlos Álvarez (13, 16, 19, 22, 25, 28 juny; 3 juliol)/Dalibor Jenis (18, 21, 26 juny; 4, 10, 25 juliol)/Joan Pons (22, 26, 29 juliol)/Carlos Bergasa (14, 17, 27 juny; 2, 5, 28 juliol), Francisco Vas, Vasili Ladyuk, Stanislav Shvets, Mariano Viñuales (13, 16, 17, 18, 21, 28, juny; 3, 4, 10, 28 juliol)/Ignasi Gomar (14, 19, 22, 25, 26, 27 juny; 2, 5, 22, 25, 26, 29 juliol), Celestino Varela, Dimitar Darlev (13, 16, 18, 21, 25, 28 juny; 3, 4, 10, 25, 28 juliol)/Leo Paul Chiarot (14, 17, 19, 22, 26, 27 juny; 2, 5, 22, 26, 29 juliol), Hortènsia Larrabeiti (13, 16, 18, 21, 25, 28 juny; 2, 3, 4, 10, 28 juliol)/Miglena Savova (14, 17, 19, 22, 26, 27 juny; 5, 22, 25, 26, 29 juliol), Núria Lamas (13, 16, 18, 21, 25 28 juny; 2, 3, 4, 10, 28 juliol)/Glòria López Pérez (14, 17, 19, 22, 26, 27 juny; 5, 22, 25, 26, 29 juliol), Carmen Jiménez (13, 16, 18, 21, 25, 28 juny; 2, 3, 4, 10, 25, 26, 28, 29 juliol)/Mónica Luezas 14, 17, 19, 22, 26, 27 juny; 5, 22 juliol) | Gran Teatre del Liceu / Royal Opera House Covent Garden (Londres)                                | 13, 14, 16, 17, 18, 19, 21, 22, 25, 26, 27, 28 juny; 2, 3, 4, 5, 10, 22, 25, 26, 28, 29 juliol |
| Lohengrin                     | Richard Wagner               | Sebastian Weigle  | Peter Konwitschny                   | Reinhard Hagen, John Treleaven, Emily Magee, Hans-Joachim Ketelsen | Gran Teatre del Liceu / Staatsoper Hamburg                                                       | 21 al 39 de juliol                                                                             |